# Giovanni Aurispa
Giovanni Aurispa (1376–1459) va ser un historiador i promotor del grec clàssic dins de l'humanisme italià primerenc. Va aprendre aquesta llengua gràcies al mecenatge de diversos nobles i a una estada a Constantinoble. Destaca com a diplomàtic papal i com a preceptor de figures com ara Lorenzo Valla. Per a dur a terme les seves lliçons va arreplegar una biblioteca considerable de clàssics, que així va ajudar a difondre entre els seus contemporanis. Per tal que fossin encara més llegits, va copiar gran part dels manuscrits que conservava en versions molt acurades lingüísticament.